# Cantarell

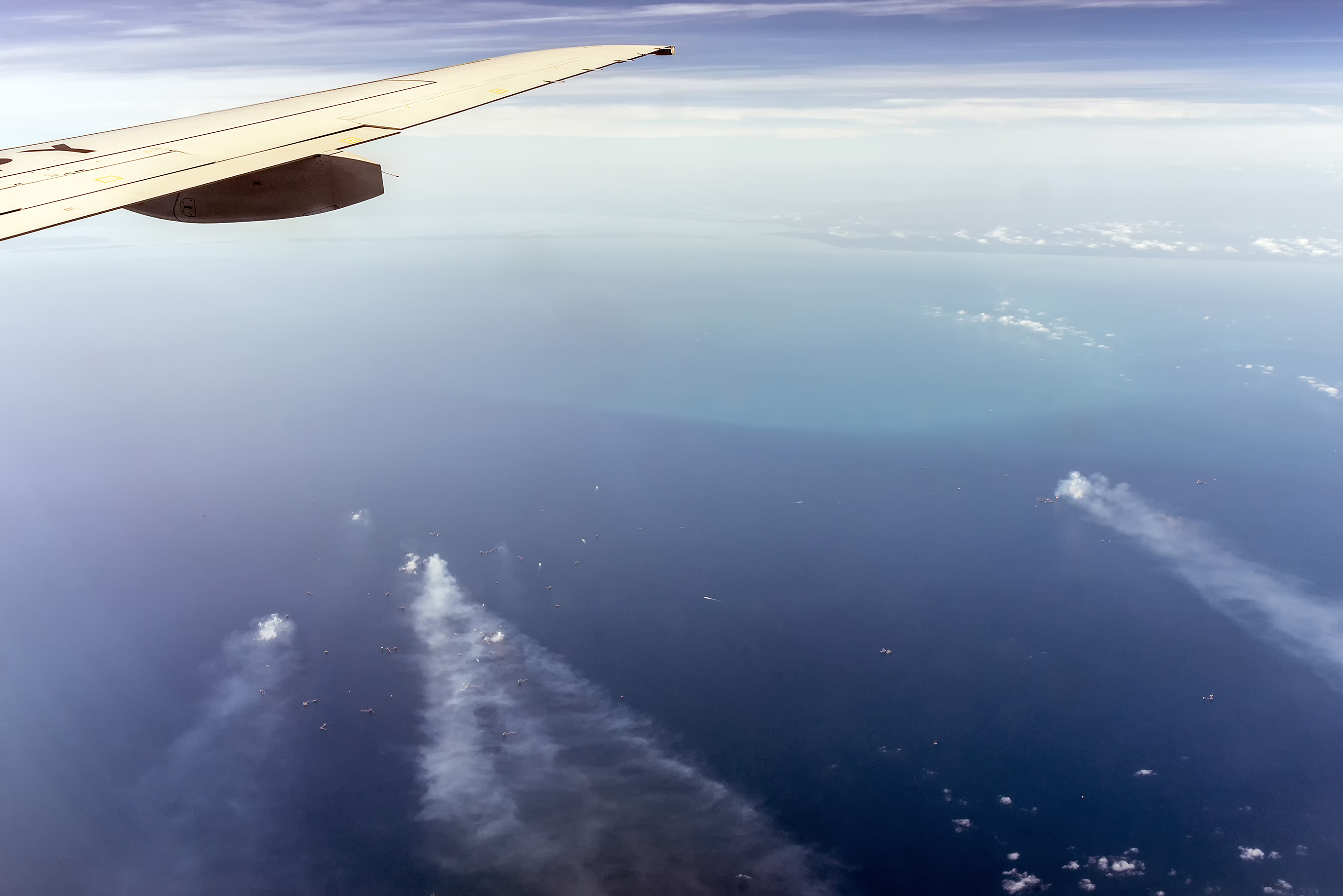
Cantarell

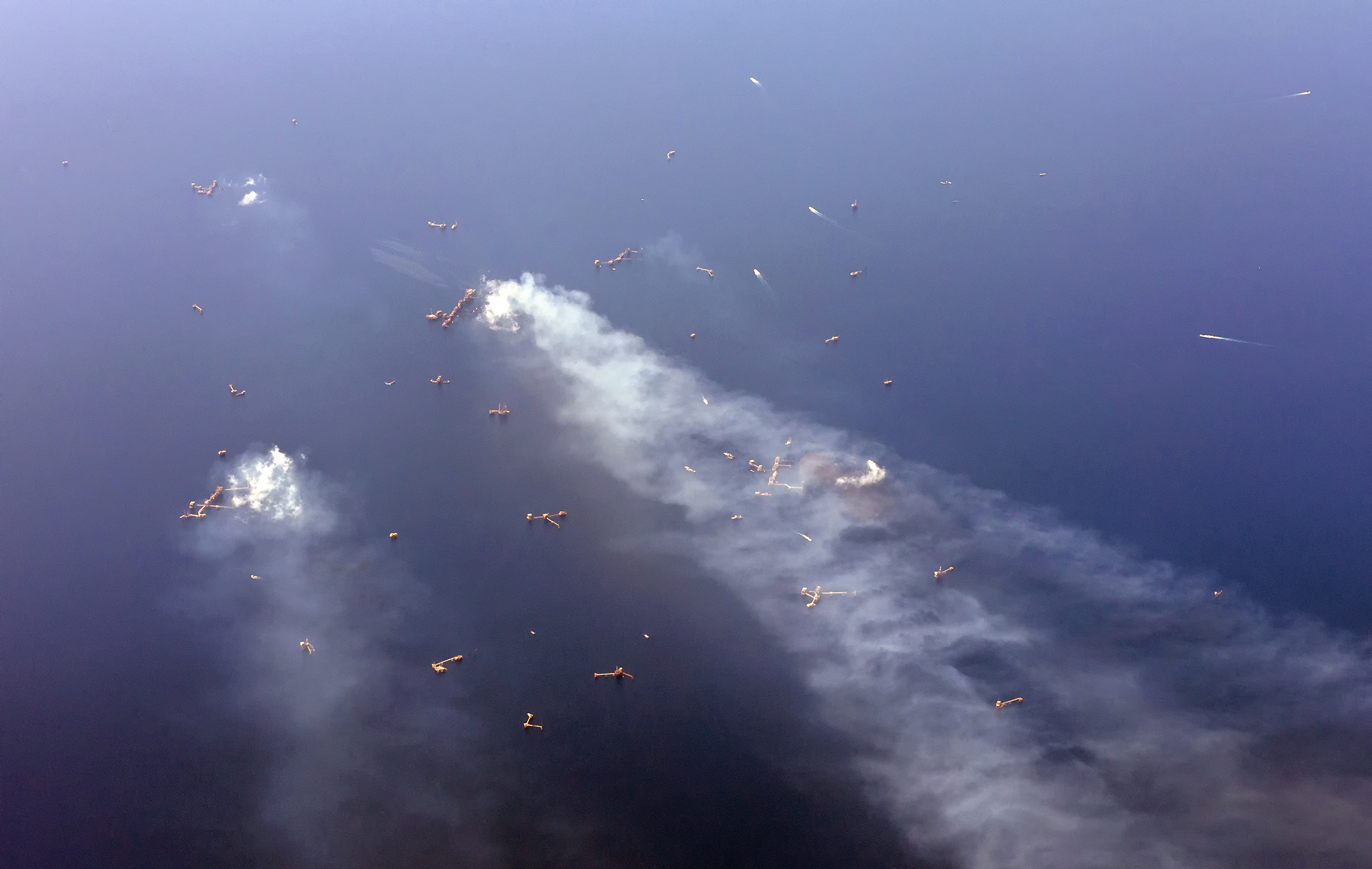
Cantarell

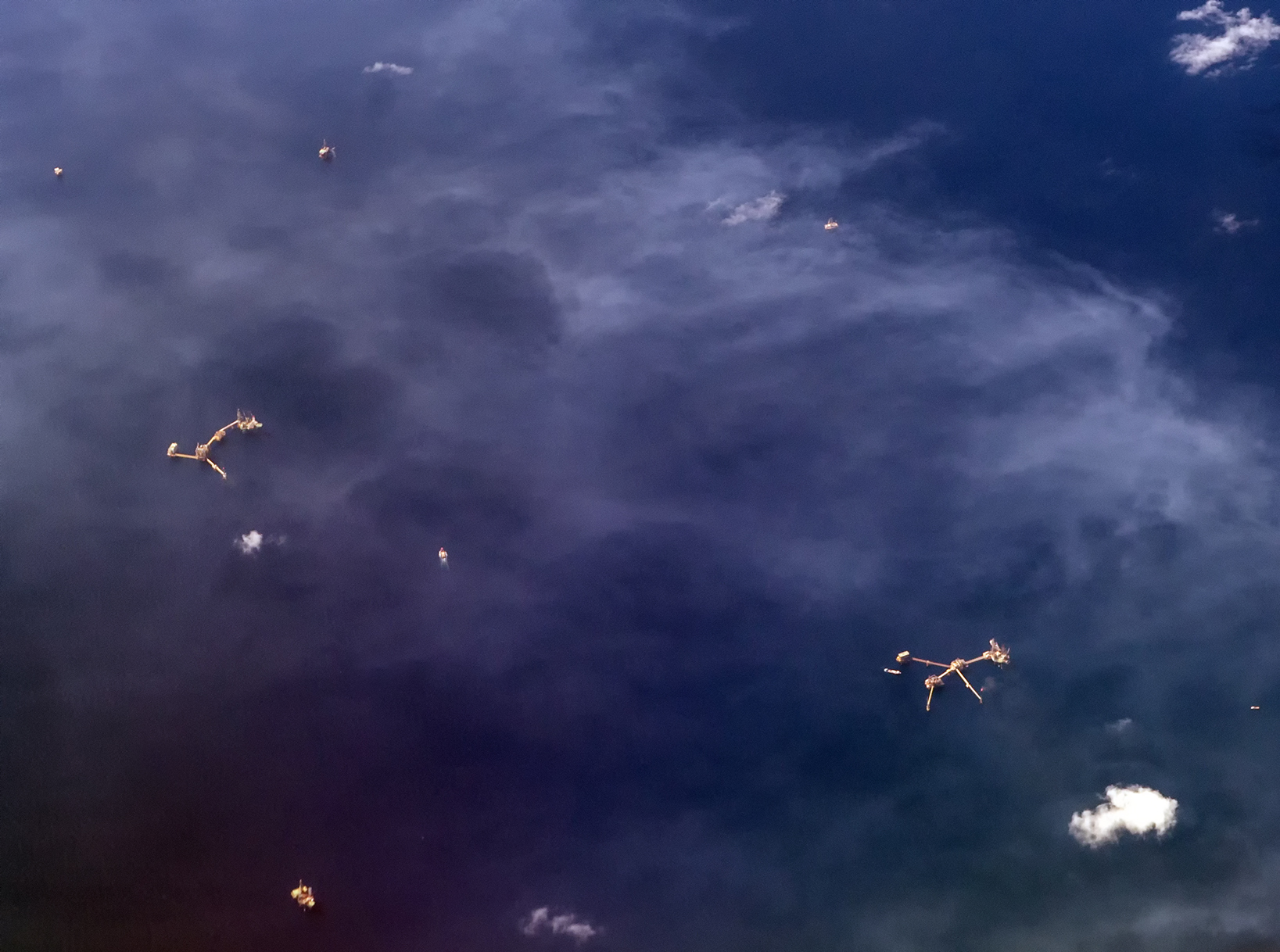
Cantarell

Cantarell är ett oljefält i Mexikanska golfen. Det är Mexikos största oljefält och upptäcktes 1976.
Cantarellkomplexet är världens tolfte största oljefält och en väldigt betydande faktor för den mexikanska oljeproduktionen. Det är världens näst största fält sett till den gamla produktionen. Endast Ghawar, i Saudiarabien är större. År 2003 var den dagliga produktionen från Cantarell 2,1 miljoner fat per dag. 